# Copa de Campeones de Europa 1961-62
La Copa de Campeones de Europa 1961-62 fue la 7.ª edición de la Copa de Clubes Campeones Europeos de fútbol, conocida como Copa de Europa, organizada por la Unión de Asociaciones Europeas de Fútbol (UEFA). En ella participaron un total de veintinueve equipos, representantes de 28 federaciones nacionales diferentes tras incorporarse el representante maltés.
Fue la primera vez en la que un nuevo campeón defendía el título, consiguiendo el Sport Lisboa e Benfica, al igual que hiciese el Real Madrid Club de Fútbol en la segunda edición, retener el campeonato tras vencer precisamente al club madrileño. Fue la séptima final consecutiva con presencia española, la sexta disputada por el mencionado club español, y la primera en la que caían derrotados, en un encuentro en el cual el equipo español llegó a tener una ventaja de 0-2 y luego de 2-3.
Disputada entre los meses de octubre y mayo, fue esta vez la Federación Portuguesa de Fútbol (en portugués: Federação Portuguesa de Futebol) quien estuvo representada por dos equipos: el ya mencionado vigente campeón, el S. L. Benfica, y el Sporting Clube de Portugal como campeón del campeonato nacional. El Centralen Dom na Narodnata Armiya Sofiya sumaba su sexta participación, siendo el club que más veces lo hacía detrás del pentacampeón español, que no había faltado a ninguna edición. Malta registró a su primer equipo en la competición, sin superar la fase previa, el Paola Hibernians Football Club, mientras que seis clubes participaron por primera vez en la fase final. Entre los debutantes fue el Tottenham Hotspur Football Club quien registró una mejor actuación al ser eliminado en las semifinales.
Esta edición registró 218 goles en 55 encuentros, arrojando una media de 3,75 goles por encuentro. Debutaron siete equipos en la fase final entre los que destacó el ya mencionado Tottenham Hotspur F. C., no pudiendo igualar sin embargo la mejor actuación de un equipo debutante tras alcanzar unas semifinales en las que fueron eliminados por el a la postre equipo vencedor.
Destacó también la presencia en la fase preliminar de la Association Sportive de Monaco Football Club, quien a pesar de ser un club perteneciente a la ciudad-estado de Mónaco, no afiliada a la UEFA, se encontraba desde su nacimiento en 1924 afiliado por acuerdo a la Federación Francesa de Fútbol (en francés: Fédération Française de Football).

## Desarrollo

### Participantes
La inclusión de Malta en la competición permitió que el Paola Hibernians Football Club fuese el primer conjunto maltés tanto en participar aunque no consiguió acceder a la fase final del torneo. Dicha ronda sí la disputaron por vez primera el Futßball-Club Nürnberg VfL alemán, el Fussball Klub Austria Wien austríaco, el Boldklubben 1913 danés, el Valkeakosken Haka finlandés, el Sport Club Feijenoord neerlandés, y el Tottenham Hotspur Football Club inglés para un total de seis nuevos contendientes al título.
El Futboll Klub Dinamo Tirana albanés, el Íþróttabandalag Akraness islandés, y el Futbolnyĭ Klub Torpedo Moskva soviético fueron los únicos tres representantes de las federaciones ausentes.
Nota: indicados en negrita equipos que participaron en la fase final del torneo. Nombres y banderas según la época.
| Equipos participantes                                           | | |
| Octavos de final                                                | Fase preliminar | Fase preliminar |
| Sport Lisboa e Benfica Valkeakosken Haka Fenerbahçe Spor Kulübü | Real Madrid Club de Fútbol Futßball-Club Nürnberg VfL Tottenham Hotspur Football Club Panathinaikós Athlitikos Omilos Boldklubben 1913 Servette Football Club Genève Royal Standard de Liège Casa Centrală a Armatei București Juventus Football Club Sporting Clube de Portugal Fussball Klub Austria Wien Vasas Sport Club Fredrikstad Fotballklubb | Fudbalski klub Partizan Rangers Football Club Association Sportive de Monaco Football Club Sport Club Feijenoord Armeesportklub Vorwärts Berlin Idrottsföreningen Kamraterna Göteborg Club Athletique Spora Luxembourg Vojenská Tělovýchovná Jednota Dukla Praha Drumcondra Football Club Linfield Football Club Klub Sportowy Górnik Zabrze Centralen Dom na Narodnata Armiya Sofiya Paola Hibernians Football Club |

### Incidencias
Fue la primera vez que el pentacampeón Real Madrid Club de Fútbol tuvo que disputar la fase preliminar del torneo al perder su condición de campeón vigente la temporada anterior, que recogió como testigo el Sport Lisboa e Benfica portugués, federación que contó por primera vez con dos participantes al resultar vencedor del campeonato local el Sporting Clube de Portugal.
Se igualó además el registro de la temporada 1957-58 de mayor diferencia de goles en una eliminatoria, con trece, ocurrida en el enfrentamiento entre el representante danés y el luxemburgués con victoria para el Boldklubben 1913 por 15-2, y que además estableció una nueva marca de goles totales en un cruce con diecisiete.

## Ronda previa

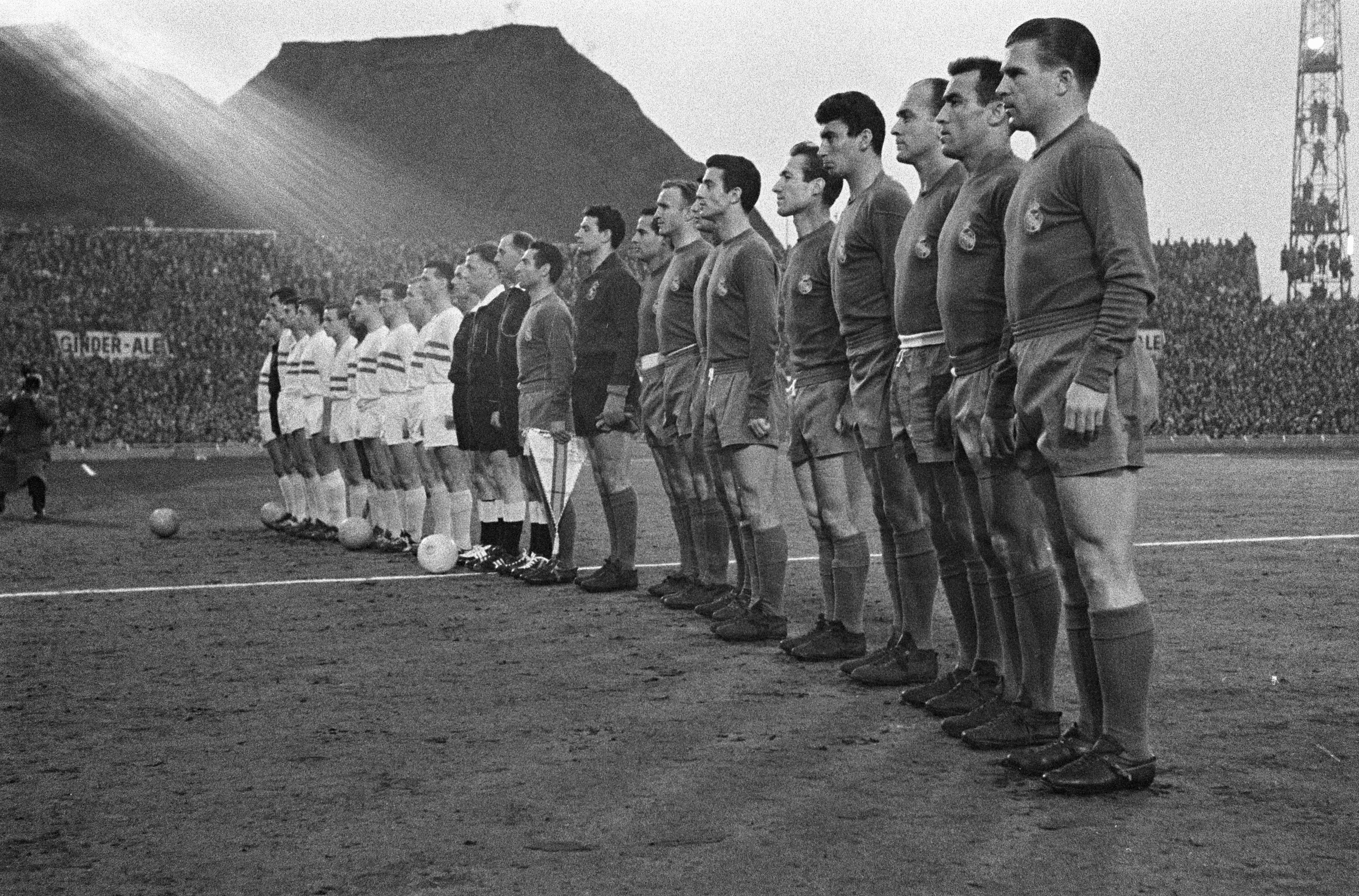
Enfrentamiento de semifinales entre el Royal Standard de Liège y el pentacampeón Real Madrid Club de Fútbol.

| Equipo Local Ida         | Resultado | Equipo Visitante Ida    | Ida   | Vuelta  |
| ------------------------ | --------- | ----------------------- | ----- | ------- |
| F. C. Nürnberg VfL       | 9 - 1     | Drumcondra F. C.        | 5 - 0 | 4 - 1   |
| C. C. A. București       | 0 - 2     | F. K. Austria Wien      | 0 - 0 | 0 - 2   |
| Servette F. C. Genève    | 7- 1      | Paola Hibernians F. C.  | 5 - 0 | 2 - 1   |
| CDNA Sofiya              | 5 - 6     | V. T. J. Dukla Praha    | 4 - 4 | 1 - 2   |
| I. F. K. Göteborg        | 2 - 11    | S. C. Feijenoord        | 0 - 3 | 2 - 8   |
| K. S. Górnik Zabrze      | 5 - 10    | Tottenham Hotspur F. C. | 4 - 2 | 1 - 8   |
| C. A. Spora Luxembourg   | 2 - 15    | Boldklubben 1913        | 0 - 6 | 2 - 9   |
| Vasas S. C.              | 1 - 5     | Real Madrid C. F.       | 0 - 2 | 1 - 3   |
| S. C. Portugal           | 1 - 3     | F. K. Partizan          | 1 - 1 | 0 - 2   |
| Panathinaikós A. O.      | 2 - 3     | Juventus F. C.          | 1 - 1 | 1 - 2   |
| Royal Standard de Liège  | 4 - 1     | Fredrikstad F. K.       | 2 - 1 | 2 - 0   |
| A. S. K. Vorwärts Berlin | 3 - 0     | Linfield F. C.          | 3 - 0 | Anulado |
| A. S. Monaco F. C.       | 4 - 6     | Rangers F. C.           | 2 - 3 | 2 - 3   |

## Fase final

### Eliminatorias
|  | Octavos de final                                                                | Octavos de final                                                                | Octavos de final                                                                | Octavos de final                                                                |   |                | Cuartos de final                                                         | Cuartos de final                                                         | Cuartos de final                                                         | Cuartos de final                                                         |  |             | Semifinales                                                             | Semifinales                                                             | Semifinales                                                             | Semifinales                                                             |  |         | Final                                         | Final                                         |  |
|  | 18 de oct. al 15 de nov. de 1961 (ida) 25 de oct. al 3 de dic. de 1961 (vuelta) | 18 de oct. al 15 de nov. de 1961 (ida) 25 de oct. al 3 de dic. de 1961 (vuelta) | 18 de oct. al 15 de nov. de 1961 (ida) 25 de oct. al 3 de dic. de 1961 (vuelta) | 18 de oct. al 15 de nov. de 1961 (ida) 25 de oct. al 3 de dic. de 1961 (vuelta) |   |                | 1 al 14 de febrero de 1962 (vuelta) 14 al 26 de febrero de 1962 (vuelta) | 1 al 14 de febrero de 1962 (vuelta) 14 al 26 de febrero de 1962 (vuelta) | 1 al 14 de febrero de 1962 (vuelta) 14 al 26 de febrero de 1962 (vuelta) | 1 al 14 de febrero de 1962 (vuelta) 14 al 26 de febrero de 1962 (vuelta) |  |             | 21 y 22 de marzo de 1962 (ida) 12 de abril y 2 de mayo de 1962 (vuelta) | 21 y 22 de marzo de 1962 (ida) 12 de abril y 2 de mayo de 1962 (vuelta) | 21 y 22 de marzo de 1962 (ida) 12 de abril y 2 de mayo de 1962 (vuelta) | 21 y 22 de marzo de 1962 (ida) 12 de abril y 2 de mayo de 1962 (vuelta) |  |         | 2 de mayo de 1962 Estadio Olímpico, Ámsterdam | 2 de mayo de 1962 Estadio Olímpico, Ámsterdam |  |
|  |                                                                                 |                                                                                 |                                                                                 |                                                                                 |   |                |                                                                          |                                                                          |                                                                          |                                                                          |  |             |                                                                         |                                                                         |                                                                         |                                                                         |  |         |                                               |                                               |  |
|  |                                                                                 |                                                                                 |                                                                                 |                                                                                 |   |                |                                                                          |                                                                          |                                                                          |                                                                          |  |             |                                                                         |                                                                         |                                                                         |                                                                         |  |         |                                               |                                               |  |
|  | Núremberg                                                                       | 2                                                                               | 1                                                                               | 3                                                                               |   |                |                                                                          |                                                                          |                                                                          |                                                                          |  |             |                                                                         |                                                                         |                                                                         |                                                                         |  |         |                                               |                                               |  |
|  | Núremberg                                                                       | 2                                                                               | 1                                                                               | 3                                                                               |   |                |                                                                          |                                                                          |                                                                          |                                                                          |  |             |                                                                         |                                                                         |                                                                         |                                                                         |  |         |                                               |                                               |  |
|  | Fenerbahçe                                                                      | 1                                                                               | 0                                                                               | 1                                                                               |   |                |                                                                          |                                                                          |                                                                          |                                                                          |  |             |                                                                         |                                                                         |                                                                         |                                                                         |  |         |                                               |                                               |  |
|  | Fenerbahçe                                                                      | 1                                                                               | 0                                                                               | 1                                                                               |   | Núremberg      | 3                                                                        | 0                                                                        | 3                                                                        |                                                                          |  |             |                                                                         |                                                                         |                                                                         |                                                                         |  |         |                                               |                                               |  |
|  |                                                                                 |                                                                                 |                                                                                 |                                                                                 |   | Núremberg      | 3                                                                        | 0                                                                        | 3                                                                        |                                                                          |  |             |                                                                         |                                                                         |                                                                         |                                                                         |  |         |                                               |                                               |  |
|  |                                                                                 |                                                                                 | Benfica                                                                         | 1                                                                               | 6 | 7              |                                                                          |                                                                          |                                                                          |                                                                          |  |             |                                                                         |                                                                         |                                                                         |                                                                         |  |         |                                               |                                               |  |
|  | Austria Viena                                                                   | 1                                                                               | Benfica                                                                         | 1                                                                               | 6 | 7              | 1                                                                        | 2                                                                        |                                                                          |                                                                          |  |             |                                                                         |                                                                         |                                                                         |                                                                         |  |         |                                               |                                               |  |
|  | Austria Viena                                                                   | 1                                                                               |                                                                                 |                                                                                 |   |                |                                                                          |                                                                          |                                                                          |                                                                          |  |             |                                                                         |                                                                         |                                                                         |                                                                         |  |         |                                               |                                               |  |
|  | Benfica                                                                         | 1                                                                               | 5                                                                               | 6                                                                               |   |                |                                                                          |                                                                          |                                                                          |                                                                          |  |             |                                                                         |                                                                         |                                                                         |                                                                         |  |         |                                               |                                               |  |
|  | Benfica                                                                         | 1                                                                               | 5                                                                               | 6                                                                               |   |                |                                                                          |                                                                          |                                                                          |                                                                          |  | Benfica     | 3                                                                       | 1                                                                       | 4                                                                       |                                                                         |  |         |                                               |                                               |  |
|  |                                                                                 |                                                                                 |                                                                                 |                                                                                 |   |                |                                                                          |                                                                          |                                                                          |                                                                          |  | Benfica     | 3                                                                       | 1                                                                       | 4                                                                       |                                                                         |  |         |                                               |                                               |  |
|  |                                                                                 |                                                                                 | Tottenham Hotspur                                                               | 1                                                                               | 2 | 3              |                                                                          |                                                                          |                                                                          |                                                                          |  |             |                                                                         |                                                                         |                                                                         |                                                                         |  |         |                                               |                                               |  |
|  | Servette                                                                        | 4                                                                               | Tottenham Hotspur                                                               | 1                                                                               | 2 | 3              | 0                                                                        | 4                                                                        |                                                                          |                                                                          |  |             |                                                                         |                                                                         |                                                                         |                                                                         |  |         |                                               |                                               |  |
|  | Servette                                                                        | 4                                                                               |                                                                                 |                                                                                 |   |                |                                                                          |                                                                          |                                                                          |                                                                          |  |             |                                                                         |                                                                         |                                                                         |                                                                         |  |         |                                               |                                               |  |
|  | Dukla Praga                                                                     | 3                                                                               | 2                                                                               | 5                                                                               |   |                |                                                                          |                                                                          |                                                                          |                                                                          |  |             |                                                                         |                                                                         |                                                                         |                                                                         |  |         |                                               |                                               |  |
|  | Dukla Praga                                                                     | 3                                                                               | 2                                                                               | 5                                                                               |   | Dukla Praga    | 1                                                                        | 1                                                                        | 2                                                                        |                                                                          |  |             |                                                                         |                                                                         |                                                                         |                                                                         |  |         |                                               |                                               |  |
|  |                                                                                 |                                                                                 |                                                                                 |                                                                                 |   | Dukla Praga    | 1                                                                        | 1                                                                        | 2                                                                        |                                                                          |  |             |                                                                         |                                                                         |                                                                         |                                                                         |  |         |                                               |                                               |  |
|  |                                                                                 |                                                                                 | Tottenham Hotspur                                                               | 0                                                                               | 4 | 4              |                                                                          |                                                                          |                                                                          |                                                                          |  |             |                                                                         |                                                                         |                                                                         |                                                                         |  |         |                                               |                                               |  |
|  | Feijenoord                                                                      | 1                                                                               | Tottenham Hotspur                                                               | 0                                                                               | 4 | 4              | 1                                                                        | 2                                                                        |                                                                          |                                                                          |  |             |                                                                         |                                                                         |                                                                         |                                                                         |  |         |                                               |                                               |  |
|  | Feijenoord                                                                      | 1                                                                               |                                                                                 |                                                                                 |   |                |                                                                          |                                                                          |                                                                          |                                                                          |  |             |                                                                         |                                                                         |                                                                         |                                                                         |  |         |                                               |                                               |  |
|  | Tottenham Hotspur                                                               | 3                                                                               | 1                                                                               | 4                                                                               |   |                |                                                                          |                                                                          |                                                                          |                                                                          |  |             |                                                                         |                                                                         |                                                                         |                                                                         |  |         |                                               |                                               |  |
|  | Tottenham Hotspur                                                               | 3                                                                               | 1                                                                               | 4                                                                               |   |                |                                                                          |                                                                          |                                                                          |                                                                          |  |             |                                                                         |                                                                         |                                                                         |                                                                         |  | Benfica | 5                                             |                                               |  |
|  |                                                                                 |                                                                                 |                                                                                 |                                                                                 |   |                |                                                                          |                                                                          |                                                                          |                                                                          |  |             |                                                                         |                                                                         |                                                                         |                                                                         |  | Benfica | 5                                             |                                               |  |
|  |                                                                                 |                                                                                 | Real Madrid                                                                     | 3                                                                               |   |                |                                                                          |                                                                          |                                                                          |                                                                          |  |             |                                                                         |                                                                         |                                                                         |                                                                         |  |         |                                               |                                               |  |
|  | B 1913                                                                          | 0                                                                               | Real Madrid                                                                     | 3                                                                               | 0 | 0              |                                                                          |                                                                          |                                                                          |                                                                          |  |             |                                                                         |                                                                         |                                                                         |                                                                         |  |         |                                               |                                               |  |
|  | B 1913                                                                          | 0                                                                               |                                                                                 |                                                                                 |   |                |                                                                          |                                                                          |                                                                          |                                                                          |  |             |                                                                         |                                                                         |                                                                         |                                                                         |  |         |                                               |                                               |  |
|  | Real Madrid                                                                     | 3                                                                               | 9                                                                               | 12                                                                              |   |                |                                                                          |                                                                          |                                                                          |                                                                          |  |             |                                                                         |                                                                         |                                                                         |                                                                         |  |         |                                               |                                               |  |
|  | Real Madrid                                                                     | 3                                                                               | 9                                                                               | 12                                                                              |   | Real Madrid    | 1                                                                        | 0                                                                        | 1                                                                        |                                                                          |  |             |                                                                         |                                                                         |                                                                         |                                                                         |  |         |                                               |                                               |  |
|  |                                                                                 |                                                                                 |                                                                                 |                                                                                 |   | Real Madrid    | 1                                                                        | 0                                                                        | 1                                                                        |                                                                          |  |             |                                                                         |                                                                         |                                                                         |                                                                         |  |         |                                               |                                               |  |
|  |                                                                                 |                                                                                 | Juventus                                                                        | 0                                                                               | 1 | 1              |                                                                          |                                                                          |                                                                          |                                                                          |  |             |                                                                         |                                                                         |                                                                         |                                                                         |  |         |                                               |                                               |  |
|  | Partizán de Belgrado                                                            | 1                                                                               | Juventus                                                                        | 0                                                                               | 1 | 1              | 0                                                                        | 1                                                                        |                                                                          |                                                                          |  |             |                                                                         |                                                                         |                                                                         |                                                                         |  |         |                                               |                                               |  |
|  | Partizán de Belgrado                                                            | 1                                                                               |                                                                                 |                                                                                 |   |                |                                                                          |                                                                          |                                                                          |                                                                          |  |             |                                                                         |                                                                         |                                                                         |                                                                         |  |         |                                               |                                               |  |
|  | Juventus                                                                        | 2                                                                               | 5                                                                               | 7                                                                               |   |                |                                                                          |                                                                          |                                                                          |                                                                          |  |             |                                                                         |                                                                         |                                                                         |                                                                         |  |         |                                               |                                               |  |
|  | Juventus                                                                        | 2                                                                               | 5                                                                               | 7                                                                               |   |                |                                                                          |                                                                          |                                                                          |                                                                          |  | Real Madrid | 4                                                                       | 2                                                                       | 6                                                                       |                                                                         |  |         |                                               |                                               |  |
|  |                                                                                 |                                                                                 |                                                                                 |                                                                                 |   |                |                                                                          |                                                                          |                                                                          |                                                                          |  | Real Madrid | 4                                                                       | 2                                                                       | 6                                                                       |                                                                         |  |         |                                               |                                               |  |
|  |                                                                                 |                                                                                 | Standard Lieja                                                                  | 0                                                                               | 0 | 0              |                                                                          |                                                                          |                                                                          |                                                                          |  |             |                                                                         |                                                                         |                                                                         |                                                                         |  |         |                                               |                                               |  |
|  | Standard Lieja                                                                  | 5                                                                               | Standard Lieja                                                                  | 0                                                                               | 0 | 0              | 2                                                                        | 7                                                                        |                                                                          |                                                                          |  |             |                                                                         |                                                                         |                                                                         |                                                                         |  |         |                                               |                                               |  |
|  | Standard Lieja                                                                  | 5                                                                               |                                                                                 |                                                                                 |   |                |                                                                          |                                                                          |                                                                          |                                                                          |  |             |                                                                         |                                                                         |                                                                         |                                                                         |  |         |                                               |                                               |  |
|  | Haka                                                                            | 1                                                                               | 0                                                                               | 1                                                                               |   |                |                                                                          |                                                                          |                                                                          |                                                                          |  |             |                                                                         |                                                                         |                                                                         |                                                                         |  |         |                                               |                                               |  |
|  | Haka                                                                            | 1                                                                               | 0                                                                               | 1                                                                               |   | Standard Lieja | 4                                                                        | 0                                                                        | 4                                                                        |                                                                          |  |             |                                                                         |                                                                         |                                                                         |                                                                         |  |         |                                               |                                               |  |
|  |                                                                                 |                                                                                 |                                                                                 |                                                                                 |   | Standard Lieja | 4                                                                        | 0                                                                        | 4                                                                        |                                                                          |  |             |                                                                         |                                                                         |                                                                         |                                                                         |  |         |                                               |                                               |  |
|  |                                                                                 |                                                                                 | Rangers                                                                         | 1                                                                               | 2 | 3              |                                                                          |                                                                          |                                                                          |                                                                          |  |             |                                                                         |                                                                         |                                                                         |                                                                         |  |         |                                               |                                               |  |
|  | Vorwärts Berlin                                                                 | 1                                                                               | Rangers                                                                         | 1                                                                               | 2 | 3              | 1                                                                        | 2                                                                        |                                                                          |                                                                          |  |             |                                                                         |                                                                         |                                                                         |                                                                         |  |         |                                               |                                               |  |
|  | Vorwärts Berlin                                                                 | 1                                                                               |                                                                                 |                                                                                 |   |                |                                                                          |                                                                          |                                                                          |                                                                          |  |             |                                                                         |                                                                         |                                                                         |                                                                         |  |         |                                               |                                               |  |
|  | Rangers                                                                         | 2                                                                               | 4                                                                               | 6                                                                               |   |                |                                                                          |                                                                          |                                                                          |                                                                          |  |             |                                                                         |                                                                         |                                                                         |                                                                         |  |         |                                               |                                               |  |
|  | Rangers                                                                         | 2                                                                               | 4                                                                               | 6                                                                               |   |                |                                                                          |                                                                          |                                                                          |                                                                          |  |             |                                                                         |                                                                         |                                                                         |                                                                         |  |         |                                               |                                               |  |
|  |                                                                                 |                                                                                 |                                                                                 |                                                                                 |   |                |                                                                          |                                                                          |                                                                          |                                                                          |  |             |                                                                         |                                                                         |                                                                         |                                                                         |  |         |                                               |                                               |  |

### Octavos de final
El sorteo se dio el 30 de septiembre de 1961 en Londres

### Cuartos de final
El sorteo se produjo el 18 de noviembre de 1961 en Milán.

### Semifinales
El sorteo se dio el 27 de febrero de 1962 en París

## Final
| 1     | POR   | Costa Pereira         |  |
| 2     | DEF   | Mário João            |  |
| 3     | DEF   | Germano de Figueiredo |  |
| 4     | DEF   | Angelo Martins        |  |
| 5     | MED   | Domiciano Cavém       |  |
| 6     | MED   | Fernando Cruz         |  |
| 7     | DEL   | José Augusto          |  |
| 8     | DEL   | Eusébio da Silva      |  |
| 9     | DEL   | José Águas            |  |
| 10    | DEL   | Mário Coluna          |  |
| 11    | DEL   | António Simões        |  |
| D. T. | D. T. | Béla Guttman          |  |

| 1     | POR   | José Araquistáin     |  |
| 2     | DEF   | Pedro Casado         |  |
| 3     | DEF   | José Santamaría      |  |
| 4     | DEF   | Vicente Miera        |  |
| 5     | MED   | Rafael Batista Felo  |  |
| 6     | MED   | Enrique Pérez Pachín |  |
| 7     | DEL   | Justo Tejada         |  |
| 8     | DEL   | Luis del Sol         |  |
| 9     | DEL   | Alfredo Di Stéfano   |  |
| 10    | DEL   | Ferenc Puskás        |  |
| 11    | DEL   | Paco Gento           |  |
| D. T. | D. T. | Miguel Muñoz         |  |

| 25' · 33' · 50' · 64' · 69' | José Águas Domiciano Cavém Mário Coluna Eusébio | 1:2 2:2 3:3 4:3 5:3 |

| 0:1 0:2 2:3 | Ferenc Puskás | 18' · 23' · 39' |

| Principal | Leonard Horn |

| 1     | POR   | Costa Pereira         |  |
| 2     | DEF   | Mário João            |  |
| 3     | DEF   | Germano de Figueiredo |  |
| 4     | DEF   | Angelo Martins        |  |
| 5     | MED   | Domiciano Cavém       |  |
| 6     | MED   | Fernando Cruz         |  |
| 7     | DEL   | José Augusto          |  |
| 8     | DEL   | Eusébio da Silva      |  |
| 9     | DEL   | José Águas            |  |
| 10    | DEL   | Mário Coluna          |  |
| 11    | DEL   | António Simões        |  |
| D. T. | D. T. | Béla Guttman          |  |

| 1     | POR   | José Araquistáin     |  |
| 2     | DEF   | Pedro Casado         |  |
| 3     | DEF   | José Santamaría      |  |
| 4     | DEF   | Vicente Miera        |  |
| 5     | MED   | Rafael Batista Felo  |  |
| 6     | MED   | Enrique Pérez Pachín |  |
| 7     | DEL   | Justo Tejada         |  |
| 8     | DEL   | Luis del Sol         |  |
| 9     | DEL   | Alfredo Di Stéfano   |  |
| 10    | DEL   | Ferenc Puskás        |  |
| 11    | DEL   | Paco Gento           |  |
| D. T. | D. T. | Miguel Muñoz         |  |

| 25' · 33' · 50' · 64' · 69' | José Águas Domiciano Cavém Mário Coluna Eusébio | 1:2 2:2 3:3 4:3 5:3 |

| 0:1 0:2 2:3 | Ferenc Puskás | 18' · 23' · 39' |

| Principal | Leonard Horn |

| 1     | POR   | Costa Pereira         |  |
| 2     | DEF   | Mário João            |  |
| 3     | DEF   | Germano de Figueiredo |  |
| 4     | DEF   | Angelo Martins        |  |
| 5     | MED   | Domiciano Cavém       |  |
| 6     | MED   | Fernando Cruz         |  |
| 7     | DEL   | José Augusto          |  |
| 8     | DEL   | Eusébio da Silva      |  |
| 9     | DEL   | José Águas            |  |
| 10    | DEL   | Mário Coluna          |  |
| 11    | DEL   | António Simões        |  |
| D. T. | D. T. | Béla Guttman          |  |

| 1     | POR   | José Araquistáin     |  |
| 2     | DEF   | Pedro Casado         |  |
| 3     | DEF   | José Santamaría      |  |
| 4     | DEF   | Vicente Miera        |  |
| 5     | MED   | Rafael Batista Felo  |  |
| 6     | MED   | Enrique Pérez Pachín |  |
| 7     | DEL   | Justo Tejada         |  |
| 8     | DEL   | Luis del Sol         |  |
| 9     | DEL   | Alfredo Di Stéfano   |  |
| 10    | DEL   | Ferenc Puskás        |  |
| 11    | DEL   | Paco Gento           |  |
| D. T. | D. T. | Miguel Muñoz         |  |

| 25' · 33' · 50' · 64' · 69' | José Águas Domiciano Cavém Mário Coluna Eusébio | 1:2 2:2 3:3 4:3 5:3 |

| 0:1 0:2 2:3 | Ferenc Puskás | 18' · 23' · 39' |

| Principal | Leonard Horn |

| 1     | POR   | Costa Pereira         |  |
| 2     | DEF   | Mário João            |  |
| 3     | DEF   | Germano de Figueiredo |  |
| 4     | DEF   | Angelo Martins        |  |
| 5     | MED   | Domiciano Cavém       |  |
| 6     | MED   | Fernando Cruz         |  |
| 7     | DEL   | José Augusto          |  |
| 8     | DEL   | Eusébio da Silva      |  |
| 9     | DEL   | José Águas            |  |
| 10    | DEL   | Mário Coluna          |  |
| 11    | DEL   | António Simões        |  |
| D. T. | D. T. | Béla Guttman          |  |

| 1     | POR   | José Araquistáin     |  |
| 2     | DEF   | Pedro Casado         |  |
| 3     | DEF   | José Santamaría      |  |
| 4     | DEF   | Vicente Miera        |  |
| 5     | MED   | Rafael Batista Felo  |  |
| 6     | MED   | Enrique Pérez Pachín |  |
| 7     | DEL   | Justo Tejada         |  |
| 8     | DEL   | Luis del Sol         |  |
| 9     | DEL   | Alfredo Di Stéfano   |  |
| 10    | DEL   | Ferenc Puskás        |  |
| 11    | DEL   | Paco Gento           |  |
| D. T. | D. T. | Miguel Muñoz         |  |

| 25' · 33' · 50' · 64' · 69' | José Águas Domiciano Cavém Mário Coluna Eusébio | 1:2 2:2 3:3 4:3 5:3 |

| 0:1 0:2 2:3 | Ferenc Puskás | 18' · 23' · 39' |

| Principal | Leonard Horn |

|                                  |
| Bandera de Portugal              |
| Campeón S. L. Benfica 2.º título |

## Estadísticas

### Tabla histórica de goleadores
El hispano-húngaro Ferenc Puskás fue el máximo goleador de la edición tras anotar siete goles en ocho partidos, con un promedio de 0,88 goles por partido, seguido de los portugueses José Águas y Eusébio da Silva, con seis y cinco tantos respectivamente, y como máximos anotadores del club campeón.
Además, el citado jugador magiar anotó tres goles en la final lo que unidos a los cuatro logrados en la final de 1959-60 le convirtieron en el único jugador en la historia del torneo en anotar dos hat-tricks en finales, además de ser junto a Alfredo Di Stéfano el que más goles anotó en finales con siete cada uno.
Nota: No contabilizados los partidos y goles en rondas previas. Nombres y banderas de equipos en la época.
| \| Pos. \| Jugador \| G. \| Part. \| Prom. \| \| Club \| \| ---- \| ------------------- \| -- \| ----- \| ----- \| \| ----------------------- \| \| 1 \| Ferenc Puskás \| 7 \| 8 \| 0.88 \| \| Real Madrid C. F. \| \| 2 \| José Águas \| 6 \| 7 \| 0.86 \| \| S. L. Benfica \| \| 3 \| Eusébio da Silva \| 5 \| 6 \| 0.83 \| \| S. L. Benfica \| \| 4 \| Alfredo Di Stéfano \| 5 \| 8 \| 0.63 \| \| Real Madrid C. F. \| \| 5 \| Bobby Smith \| 4 \| 4 \| 1.00 \| \| Tottenham Hotspur F. C. \| \| 6 \| Roger Claessen \| 4 \| 5 \| 0.80 \| \| Royal Standard de Liège \| \| 7 \| Justo Tejada \| 4 \| 6 \| 0.67 \| \| Real Madrid C. F. \| \| 8 \| José Augusto \| 4 \| 7 \| 0.57 \| \| S. L. Benfica \| \| 9 \| Luis del Sol \| 4 \| 8 \| 0.50 \| \| Real Madrid C. F. \| \| 10 \| Jacques Fatton \| 3 \| 2 \| 1.50 \| \| Servette F. C. Genève \| \| 11 \| Rudolf Kučera \| 3 \| 3 \| 1.00 \| \| V. T. J. Dukla Praha \| \| 12 \| Gustav Flachenecker \| 3 \| 4 \| 0.75 \| \| F. C. Nürnberg VfL \| Actualizado a fin de torneo. |                     |    |       |       |  |                         |
| Pos. | Jugador             | G. | Part. | Prom. |  | Club                    |
| 1 | Ferenc Puskás       | 7  | 8     | 0.88  |  | Real Madrid C. F.       |
| 2 | José Águas          | 6  | 7     | 0.86  |  | S. L. Benfica           |
| 3 | Eusébio da Silva    | 5  | 6     | 0.83  |  | S. L. Benfica           |
| 4 | Alfredo Di Stéfano  | 5  | 8     | 0.63  |  | Real Madrid C. F.       |
| 5 | Bobby Smith         | 4  | 4     | 1.00  |  | Tottenham Hotspur F. C. |
| 6 | Roger Claessen      | 4  | 5     | 0.80  |  | Royal Standard de Liège |
| 7 | Justo Tejada        | 4  | 6     | 0.67  |  | Real Madrid C. F.       |
| 8 | José Augusto        | 4  | 7     | 0.57  |  | S. L. Benfica           |
| 9 | Luis del Sol        | 4  | 8     | 0.50  |  | Real Madrid C. F.       |
| 10 | Jacques Fatton      | 3  | 2     | 1.50  |  | Servette F. C. Genève   |
| 11 | Rudolf Kučera       | 3  | 3     | 1.00  |  | V. T. J. Dukla Praha    |
| 12 | Gustav Flachenecker | 3  | 4     | 0.75  |  | F. C. Nürnberg VfL      |